# Lars von Trier
Lars von Trier (Koppenhága, 1956. április 30.) César-díjas dán filmrendező, a Dogma95 csoport alapító tagja.

## Élete
A filmkészítés iránt már gyerekkorában érdeklődést mutatott. A Danish Film School-ban szerzett diplomát 1983-ban. A Nocturne (1981) és a Befrielsesbilleder (1982) című filmjeivel a elnyerte a legjobb film díját a Müncheni Nemzetközi Filmfesztiválon 1984-ben. Európa (1991) című filmje Cannes-ban elnyerte a zsűri díját, és más fesztiválokon is számos győzelmet aratott. Igazi áttörést mégis A Birodalom (1994) című filmjével sikerült elérnie. Eredetileg televíziós sorozatnak készült, ám a hatalmas siker miatt előbb Dánia, majd számos más európai ország mozijaiban is bemutatták. Több kritikus is az „európai Twin Peaks-ként” jellemezte. 1996-ban Cannes-ban rendezői díjat kapott a Hullámtörésért (1996), ezt követően készítette el Trier A Birodalom folytatását. Egyik kezdeményezője volt a Dogma95 csoportnak, e szellemben készült Idióták (1998) című filmje. A Táncos a sötétben (2000) című filmjével Cannes-ban elvitte az Arany Pálmát. A komor musical Björkkel közösen szerzett zenéjéért 2001-ben jelölték Trier-t először Oscar-díjra. Ezt követően kezdett bele USA-trilógiájába.

### Botrány Cannes-ban
Trier a 2011-es cannes-i fesztivál május 18-án Melankólia című filmjének sajtótájékoztatóján önmagát nácinak nevezte, aki szimpatizál Hitlerrel, majd kritizálta Izraelt. 
A sajtótájékoztató után így nyilatkozott: „a megjegyzéseim nagyon szarkasztikusak és durvák voltak, de ez dán humor”. Hozzátette: „Egy pillanatig sem szimpatizálok Hitlerrel.” Másnap a fesztivál igazgatósága persona non gratának nyilvánította Von Triert, akinek azonnal el kellett hagynia a fesztivált.

## Filmográfia
- A ház, amit Jack épített / The House That Jack Built (2018)
- A nimfomániás / Nymphomaniac (2013) rendező, forgatókönyvíró
- Melankólia / Melancholia (2011) rendező, forgatókönyvíró
- Dimenzió (rövidfilm, 2010)
- Antikrisztus / Antichrist (2009) rendező, forgatókönyvíró
- Főfőnök / Direktøren for det hele (2006) rendező, forgatókönyvíró
- Manderlay (2005) rendező, forgatókönyvíró
- Kedves Wendy! (2004) forgatókönyvíró; rendező: Thomas Vinterberg
- Öt akadály / De Fem benspænd (2003) forgatókönyvíró, színész, rendező; társrendező: Jørgen Leth
- Dogville – A menedék / Dogville (2003) rendező, forgatókönyvíró
- Táncos a sötétben / Dancer in the Dark (2000)
- Idióták / Idioterne (1998) rendező, forgatókönyvíró, operatőr
- A Birodalom II / Riget II (TV film, 1997) rendező, forgatókönyvíró
- Hullámtörés / Breaking the Waves (1996) rendező, forgatókönyvíró
- A Birodalom / Riget (TV film, 1994) rendező, forgatókönyvíró
- Európa / Europa (1991) rendező, forgatókönyvíró
- Médea / Medea (1988) rendező, forgatókönyvíró
- Járvány / Epidemic (1987) rendező, színész, forgatókönyvíró, vágó
- A bűn lélektana / Forbrydelsens element (1984) rendező, színész, forgatókönyvíró
- Befrielsesbilleder (1982) rendező, forgatókönyvíró
- Den sidste detalje (1981)
- Nocturne (1980) rendező, forgatókönyvíró
- Menthe – la bienheureuse (1979)
- Orchidégartneren (1977)

## Fontosabb díjai

### Cannes-i fesztivál
- 2000 díj: Arany Pálma (Táncos a sötétben)
- 1996 díj: nagydíj (Hullámtörés)
- 1991 díj: zsűri díja (Európa)

### César-díj
- 1997 díj: César-díj a legjobb külföldi filmnek (Hullámtörés)

### Európai Filmdíj
- 2000 díj: Európai Filmdíj, Legjobb európai film (Táncos a sötétben)
- 1996 díj: Európai Filmdíj, Legjobb európai film (Hullámtörés)